# Wilson City
Wilson City és una població dels Estats Units a l'estat de Missouri. Segons el cens del 2000 tenia 165 habitants.

## Demografia
Segons el cens del 2000, Wilson City tenia 165 habitants, 70 habitatges, i 38 famílies. La densitat de població era de 796,3 habitants per km².
Dels 70 habitatges en un 24,3% hi vivien nens de menys de 18 anys, en un 18,6% hi vivien parelles casades, en un 25,7% dones solteres, i en un 44,3% no eren unitats familiars. En el 34,3% dels habitatges hi vivien persones soles l'11,4% de les quals corresponia a persones de 65 anys o més que vivien soles. El nombre mitjà de persones vivint en cada habitatge era de 2,36 i el nombre mitjà de persones que vivien en cada família era de 2,95.
Per edats la població es repartia de la següent manera: un 26,1% tenia menys de 18 anys, un 4,2% entre 18 i 24, un 27,9% entre 25 i 44, un 24,8% de 45 a 60 i un 17% 65 anys o més.
L'edat mediana era de 40 anys. Per cada 100 dones de 18 o més anys hi havia 74,3 homes.
La renda mediana per habitatge era de 15.417 $ i la renda mediana per família de 23.750 $. Els homes tenien una renda mediana de 35.417 $ mentre que les dones 23.000 $. La renda per capita de la població era d'11.068 $. Entorn del 37,5% de les famílies i el 39,5% de la població estaven per davall del llindar de pobresa.

## Poblacions més properes
El següent diagrama mostra les poblacions més properes.